# Koniecwałd
Koniecwałd (deutsch Konradswalde, bis 3. Juni 1938 Conradswalde) ist ein Dorf in der Landgemeinde (Gmina) Sztum (Stuhm) im Powiat Sztumski (Stuhmer Kreis) der polnischen Woiwodschaft Pommern.

## Geographische Lage
Das Dorf liegt im ehemaligen Westpreußen, auf den Anhöhen beidseitig des Tals des in den Damerau-See mündenden Konradswalder Bachs, etwa fünf Kilometer nördlich von Stuhm (Sztum), 23 Kilometer westnordwestlich von Christburg (Dzierzgoń) und zehn Kilometer südlich von Marienburg (Malbork).
Das von bebauten Anhöhen umsäumte breite, sumpfige Tal erstreckt sich von Westsüdwesten nach Ostsüdosten und ist am östlichen Ausgang vom Kirchenhügel versperrt, der nach Osten und Norden hin steil, auf den anderen Seiten sanft abfällt.

## Geschichte
Ältere Ortsbezeichnungen sind Conratswald (1402), Conradtswalde (1403), Kunertswalde oder Conradswalde (1528), Conderczwalde (1556), Koniecwald (1659) und Konietzwol (1700). Das Dorf ist nach Conrad benannt, dem ersten Lokator und Schultheißen, dem der Deutschordens-Komtur Heinrich von Wilnowe (im Amt 1276–1298) am 18. Dezember 1284 zu Marienburg eine Handfeste ausgestellt hatte. Die Handfeste, die zu den ältesten erhaltenen Verschreibungen des Ordens für deutsche Dörfer zählt, wurde am 23. Januar 1306 vom Landmeister Konrad Sack erneuert und erweitert und zu polnischer Zeit am 29. Mai 1677 von König Johannes III. und später noch einmal von König August III.  bestätigt. Für die Dorfgründung wurden 60 Hufen zu kulmischem Recht zur Verfügung gestellt, von denen zehn Hufen der Dorfschulze und vier der Pfarrer erhielt.
Früher stand auf dem Kirchenhügel eine Pfarrkirche; später war dort nur noch der etwa 35 mal 42 Schritt große rechteckige Friedhof, der von Nordwesten her auf gewundenen Pfaden erreichbar war. Die Kirche wurde 1401 wegen eines Einbruchs erwähnt, bei dem ein Dieb ein silbernes Gefäß entwendet und nach Marienburg mitgenommen hatte. 1647 wird die Kirche als gemauert, aber ganz verwüstet beschrieben; ihre Trümmer wurden 1802 abgetragen und zum Neubau der Kirche in Deutsch Damerau wiederverwendet.
Die zehn Hufen Land, die 1284 dem Schultheißen verliehen worden waren, gehörten später zum Vorwerk Gorrey, aus dem im 19. Jahrhundert das Gut Gorrey hervorging. Nach der preußischen Wiedervereinigung 1772 war dieses Vorwerk dem Domänenamt Stuhm als Erbpachts-Vorwerk zugeordnet worden. Am 3. September 1890 wurde das Gut Gorrey vom fiskalischen Gutsbezirk „Domänenamt Stuhm“ abgetrennt und der Landgemeinde Konradswalde angegliedert. Um 1875 wurde das Gut von dem Landwirt Reinhold Biber bewirtschaftet, der ein Gestüt hielt. Die Familie Biber befand sich noch 1912 im Besitz des Guts.
Zwischen 1818 und 1945 gehörte die Landgemeinde Konradswalde zum Landkreis Stuhm, der zum Regierungsbezirk Marienwerder (bis 1919 Provinz Westpreußen, nach 1939 Reichsgau Danzig-Westpreußen), von 1920 bis 1939 zum Regierungsbezirk Westpreußen (Provinz Ostpreußen) im Deutschen Reich gehörte. Konradswalde war Sitz des Amtsbezirks Konradswalde.
Am 12. August 1944 wurde in Konradswalde der Widerstandskämpfer Carl Goerdeler verhaftet, nachdem dieser von Helene Schwärzel denunziert worden war.
Im Januar 1945 wurde Konradswalde von der Roten Armee besetzt. Nach Beendigung der Kampfhandlungen wurde die Region seitens der sowjetischen Besatzungsmacht zusammen mit ganz Hinterpommern und der südlichen Hälfte Ostpreußens – militärische Sperrgebiete ausgenommen – der Volksrepublik Polen zur Verwaltung überlassen. Es wanderten nun Polen zu. Konradswalde wurde unter der polnischen Ortsbezeichnung „Koniecwałd“ verwaltet. Die einheimische Bevölkerung wurde von der polnischen Administration mit wenigen Ausnahmen aus Konradswalde vertrieben.

### Demographie
| Jahr | Einwohner | Anmerkungen |
| ---- | --------- | --- |
| 1783 | –         | königliches Dorf, Amt Stuhm, 34 Feuerstellen (Haushaltungen), in Westpreußen                                                        |
| 1818 | 305       | königliches Dorf, Amt Stuhm |
| 1852 | 501       | Dorf |
| 1864 | 513       | Dorf, darunter 131 Evangelische und 377 Katholiken                                                                                  |
| 1885 | 440       | am 1. Dezember, davon 96 Evangelische, 337 Katholiken und sieben sonstige Christen                                                  |
| 1910 | 587       | Landgemeinde, am 1. Dezember, darunter 96 Evangelische, 489 Katholiken und zwei Sonstige; 379 Personen mit polnischer Muttersprache |
| 1933 | 560       | [ 13 ] |
| 1939 | 587       | [ 13 ] |

## Kirche
Die Protestanten der hier bis 1945 anwesenden Dorfbevölkerung gehörten zur evangelischen Pfarrei Stuhm.